# وحدة نانسي الحضرية
وحدة نانسي الحضرية، هي وحدة حضرية فرنسية تتمركز حول مدينة نانسي، عاصمة إقليم مورث إي موزيل في منطقة غراند إيست. من حيث عدد السكان، تُعد الوحدة الحضرية لنانسي واحدة من التجمعات الحضرية الكبيرة في فرنسا، حيث احتلت المرتبة الثالثة والعشرين على المستوى الوطني في عام 2021.